# Star Train
Star Train is een single van de Japanse groep Perfume die uitkwam op 28 oktober 2015. Het is tevens de vierde single van hun vijfde album Cosmic Explorer. Star Train werd gebruikt op de soundtrack voor de Perfume-documentaire WE ARE Perfume -WORLD TOUR 3rd DOCUMENT die werd uitgebracht op 31 oktober 2015.

## Nummers
| Nr. | Titel           | Duur |
| --- | --------------- | ---- |
| 1.  | Start Train     |      |
| 2.  | Tokimeki Lights |      |

| Nr. | Titel                                                    | Duur |
| --- | -------------------------------------------------------- | ---- |
| 1.  | Star Train -Video Clip-                                  |      |
| 2.  | Perfume View ※ Making-of footage for the 'STAR TRAIN' PV |      |